# Den grekiska antikens konst
Den grekiska antikens konst avser den konst som producerades i Grekland under antiken. Det är den tid då antikens konst för första gången satte sin fot i Europa. All europeisk konst under de följande 2000 åren har relaterat sig direkt eller indirekt till den grekiska.

## Bronsåldern
Den grekiska bronsåldern, omkring 3600–1050 f.Kr., var en turbulent tid då olika folkgrupper från norr och öster invaderade både det grekiska fastlandet och de egeiska öarna. Det var bland annat under denna period som grekerna etablerade sig i området och den grekiska konsten så att säga blev grekisk. Periodens konst uppvisar därför en stor regional variation och brukar kategoriseras efter de kulturområden som arkeologiska utgrävningar har kartlagt genom jämförelser av gravskick, keramik m.m..
I ett konsthistoriskt perspektiv är det i första hand den tidigkykladiska, minoiska och senhelladiska eller mykenska konsten som brukar tilldra sig den största uppmärksamheten.

### Kykladisk tid
I de samhällen som växte fram på Kykladerna gjorde metallbearbetningen och de med den associerade handelsförbindelserna att befolkningen ökade och spred sig och sin kultur de intilliggande områdena. Mest uppmärksammade från denna kultur är de tidigkykladiska marmorstatyetterna. Med en ny våg av invandring från Mindre Asien kom den mörka så kallad minoiska keramiken och de första större grekiska städerna, till exempel Fylakopi. Den kykladiska kulturen kom från omkring 1500 f.Kr. att uppslukas av först den minoiska och därefter den mykenska.

### Minoisk tid
Den främsta kulturen under bronsåldern var den minoiska som omkring 2000 f.Kr. hade utvecklat ett eget skriftspråk, Linear A, och omkring 1800 f.Kr. vuxit till ett handelsfarande imperium som spred sig över Medelhavet från hemorten på Kreta och andra öar i Egeiska havet. 
Fresker i palatset i Knossos återger scener från den minoiska vardagen som ritualerna vid hovet, idrott och underhållning som akrobatkonster och boxning. De så kallade palatsstilarna från området kring Knossos karaktäriseras av en långt driven geometrisering av former från naturen och av monokromatiska färgytor. 
- ...Litteratur...

### Mykene

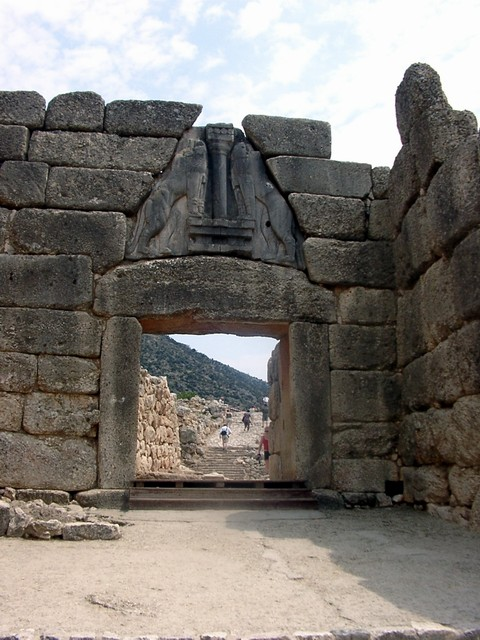
Lejonporten i Mykene

Med den grekiska invandringen av det grekiska fastlandet kom ett helt väsenskilt kulturellt uttryck att gradvis infiltrera den egeiska världen. Den minoiska kulturens dynamiska, slingrande schema ersattes av den mykenska, geometriska. Omkring 1500 f.Kr. hade den mykenska kulturen tagit över även det minoiska Kreta, och deras geometriserande keramiska stil och den monumentala arkitektoniska dominerade hela medelhavsområdet under 1300- och 1200-talen. De utvecklade den minoiska skriften till en egen variant som kallas Linear B.

## Antiken
Under sin bronsålder fick den egeiska världens konst ett ständigt inflöde av högt utvecklad konst från Orienten och mer primitiva former från norr. Efter det mykenska rikets undergång bröts detta inflöde och konsten i Grekland verkade i isolation under flera hundra år. Det särpräglat grekiska fick på så vis gott om tid att hitta sin form helt på egen hand. Det är under denna legendariska tid som de homeriska berättelserna sammanställs och den grekiska mytologins viktigaste delar blir till. Viktiga lämningar är av keramiken.

### Geometrisk tid
Redan det mykenska vasmåleriet hade använt abstrakt dekor för att betona de sammansatta vasernas delar. Detta stildrag förstärktes ytterligare mellan 1050–700 f.Kr. och denna period har därför kallats den geometriska. 
Vaserna, som nu framför allt användes som gravmonument, dekorerades med horisontella band som fylldes först med enkla bågar och cirklar och därefter med meanderslingor, svastikor, trianglar och andra linjära former. Stilen förknippas intimt med uttrycket horror vacui, "rädsla för tomrummet". All dekor accentuerade vasernas olika sektioner: fot, buk och skuldra. 

### Arkaisk tid
Med tiden kom handelsförbindelserna med Orienten att återupptas, och den grekiska isolationen bröts omkring 700 vilket blir inledningen till den arkaiska tiden. Redan under den geometriska perioden förekom figurativa element som människor och djur, och med tiden kom dessa stiliserade gestalter att lösgöra sig ur geometrin under perioden 700–550 f.Kr.. Berättelser ur mytologin, de homeriska sångerna och begravningsscener började uppträda på vaserna i en stil som lånade drag från Orienten. Den stil i vasmåleriet brukar därför kallas den orientaliserande.

### Det klassiska Grekland

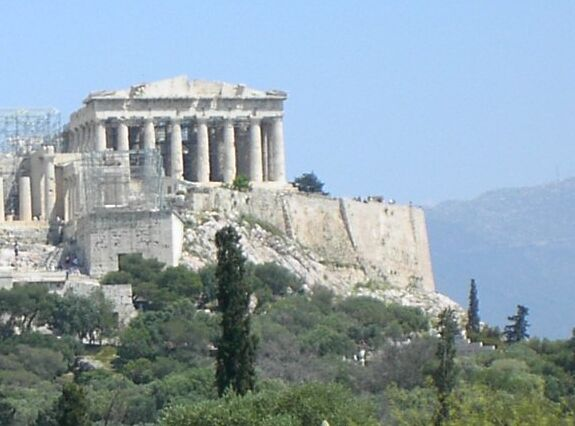
Parthenon.

Det är under den klassiska tiden som den grekiska konsten uppnår den form som kom att bli norm under de kommande 2000 åren. Innan den grekiska konsten började gå på export under efterföljande epoker uppnådde den en balans mellan teknisk briljans och skön harmoni som ingen överträffat sedan dess. Måleriet och skulpturen släpper all bundenhet vid planet, och gestalterna i konsten tycks nu för första gången kunna röra sig fritt. Kontraposten och förkortningarna gjorde att människan nu återgavs naturligt och uppnådde en grad av realism som inte tidigare skådats. I arkitekturen sker en parallell utveckling där den långa utvecklingen av templet från de första megaronerna 3000 år tidigare når sin formfulländning och staden börjar hitta sin moderna form nedanför tempelberget där agoran, torget, blir vardagslivet nya centrum.

### Hellenism
Detta motsvarar ungefär tiden från 330 till 30 f.Kr..